# Kulturportal Hessen
Das Kulturportal Hessen war eine von 2007 bis 2017 bestehende kostenlose Informationsplattform, die einen Überblick über das hessische Kulturangebot vermittelte.
Das werbefreie Kulturportal fungierte als informative Schnittstelle der verschiedenen Kulturbereiche. Das Ziel der Informationsplattform bestand darin, die vielfältigen Facetten des kulturellen und künstlerischen Lebens in Hessen zu bündeln und dabei staatliche wie kommunale Kulturanbieter und auch das Feld der freien Kulturszene zu berücksichtigen. Das Portal informierte die an Veranstaltungstipps interessierten Nutzer und ermöglichte die Vernetzung der Kulturszene untereinander.

## Geschichte
2004 wurde eine Arbeitsgruppe der „Landesarbeitsgemeinschaft der Kulturinitiativen und soziokulturellen Zentren“ (LAKS) in Hessen unter Federführung des künstlerischen Leiters des Frankfurter Kulturzentrums Brotfabrik, Peter Schneckmann, späterer Redaktionsleiter des Kulturportals, vom Hessischen Ministerium für Wissenschaft und Kunst (HMWK) mit der Konzeption eines Internet-Kulturportals des Landes beauftragt. Aus der Landesinitiative „Hessen Media“ erhielt das Projekt 130.000 Euro Förderung. Nachdem das Portal seit April 2006 aufgebaut worden war, ging es im Juli 2007 unter kulturportal-hessen.de online. Die LAKS übernahm die redaktionelle Betreuung. Ab Ende 2007 gab es einen Newsletter mit dem Titel KulturTelegramm und eine Kooperation mit den Redaktionen von hr-online.de, der Internetseite des Hessischen Rundfunks, und Frankfurt Ticket Rhein-Main, die Inhalte zum Kulturportal Hessen beitragen und Service anbieten sollten. Ab Januar 2008 waren die meisten Artikel auch auf Englisch zu lesen.
Nach einer fünfmonatigen Neugestaltung wurde am 1. Juli 2015 ein von Boris Rhein (CDU), dem damaligen Hessischen Minister für Wissenschaft und Kunst, veranlasster optischer Relaunch des Portals vollzogen, der eine vollständige Überarbeitung der Benutzeroberfläche und optimierte Abrufbarkeit für mobile Endgeräte mit sich brachte. Seither wurde es in Zusammenarbeit mit der Wiesbadener Agentur Pagebreaker betrieben. Beim symbolischen Neustart der Website gab Rhein an, sein Ministerium stelle dem Portal für die inhaltliche und technische Betreuung jährlich 90.000 Euro zur Verfügung. Die Website war bis ins Jahr 2017 unter kulturportal.hessen.de verfügbar.

## Aufbau des Kulturportals
Gegliedert war das Kulturportal Hessen in acht verschiedene Themenbereiche:
- Baukultur
- Film & Medien
- Geschichte
- Literatur
- Museum & Kunst
- Musik
- Szene & Soziokultur
- Theater

Außerdem gab es innerhalb der Informationsplattform einen Kalender für kulturelle Veranstaltungen aus Hessen.